# Viola Farber
Pour les articles homonymes, voir Farber.
Viola Farber, née le 25 février 1931 à Heidelberg en Allemagne et morte le 24 décembre 1998 à Bronxville près de New York aux États-Unis, est une danseuse, chorégraphe et pédagogue américaine de danse contemporaine.

## Biographie
Viola Farber émigre au Texas aux États-Unis avec sa famille en 1937 et devient citoyenne américaine en 1943. Elle étudie la danse classique avec Margaret Craske (en), puis la danse moderne avec Katherine Litz et la musique avec Lou Harrison au Black Mountain College. En 1952 elle rencontre Merce Cunningham dont elle devient l'une des principales interprètes et une des membres fondateurs de la Merce Cunningham Dance Company où elle danse de 1953 à 1965. Elle crée la Viola Farber Dance Company en 1968 et se dirige vers l'enseignement chorégraphique à partir de 1975. En 1971, elle remporte le Grand Prix du Festival international de la danse de Paris.
De 1981 à 1984, Viola Farber prend la direction du Centre national de danse contemporaine d'Angers à la succession d'Alwin Nikolais où elle révèle notamment Angelin Preljocaj, Mathilde Monnier et François Verret. En 1985, elle dissout sa compagnie, et retourne enseigner aux États-Unis. Elle enseigna aussi à la London Contemporary Dance School (en) de 1984 à 1987.
Elle fut l'épouse de Jeff Slayton.

## Principales chorégraphies
En tant qu'interprète
- 1960 : Crises de Merce Cunningham
- Rune de Merce Cunningham
- Nocturne de Merce Cunningham
- 1998 : From the Horse's Mouth de Merce Cunningham

En tant que chorégraphe
- 1973 : Poor Eddie
- Route 6